# Кубок ATP
Кубок ATP (англ. ATP Cup) — командный мужской теннисный турнир под эгидой Ассоциации теннисистов-профессионалов (ATP). Проводился в 2020—2022 годах в Австралии. По времени и месту проведения данный турнир являлся подготовительным к Открытому чемпионату Австралии. В борьбе за трофей принимали участие команды, представляющие 24 страны мира.
Кубок ATP — первый с 2012 года командный турнир, проводимый под эгидой ATP. Ранее Ассоциация являлась организатором другого командного чемпионата — World Team Cup, который проходил в немецком Дюссельдорфе с 1978 по 2012 год. В 2018 году руководство ATP приняло решение создать новый турнир.
В финале дебютного турнира встретились команды Сербии и Испании. Сербия победила 2:1. В финале второго турнира сборная России обыграла сборную Италии. Третий турнир выиграла Канада, сборная Испании во второй раз проиграла в финале.
В 2022 году ATP приняла решение об отказе от дальнейшего проведения турнира. Его место в календаре было отдано United Cup — соревнованию с участием теннисистов разных полов, продолжающему традицию Кубка Хопмана.

## Регламент соревнований
Соревнования имели несколько принципиальных отличий от другого турнира среди мужских сборных команд — Кубка Дэвиса:
- посев команд определялись в соответствии с положением первого теннисиста страны в рейтинге ATP;
- в Кубке ATP принимали участие 24 команды, в отличие от 18 в финальной части Кубка Дэвиса;
- в соответствии с результатами, показанными на соревнованиях, игрок мог набирать рейтинговые очки, при этом баллы напрямую зависели от стадии турнира и позиции в рейтинге обоих теннисистов.

## Победители
| Год  | Финалисты | Финалисты | Финалисты | Полуфиналисты   | Полуфиналисты                 |
| Год  | Чемпион   | Счёт      | Финалист  | Против чемпиона | Против проигравшего финалиста |
| ---- | --------- | --------- | --------- | --------------- | ----------------------------- |
| 2020 | Сербия    | 2:1       | Испания   | Россия          | Австралия                     |
| 2021 | Россия    | 2:0       | Италия    | Германия        | Испания                       |
| 2022 | Канада    | 2:0       | Испания   | Россия          | Польша                        |